# 2-й Вирджинский пехотный полк
2-й Вирджинский пехотный полк (англ. The 2nd Virginia Volunteer Infantry Regiment) — пехотный полк армии Конфедерации, набранный в западных округах штата Вирджиния во время Гражданской войны в США. Он сражался почти исключительно в составе Северовирджинской армии, как один из полков «Бригады каменной стены».

## Формирование
2-й Вирджинский полк был набран в Чарльзтауне в апреле 1861 года. Его роты набирались в округах Кларк, Фредерик, Флойд, Джефферсон и Беркли. Полк был сразу же послан в Харперс-Ферри на захват федерального арсенала. В июле полк был принят на службу в армию Конфедерации. Его командиром стал полковник Джеймс Аллен (выпускник Вирджинского Военного Института 1849 года), подполковником — Френсис Лакланд, майором — Лоусон Боттс.
Полк имел следующий ротный состав:
- Рота A (Jefferson Guards) — округ Джефферсон
- Рота B (Hamtramck Gurds) — округ Джефферсон
- Рота C (Nelson Rifles) — округ Кларк
- Рота D (Berkeley Border Guards) — округ Беркли
- Рота E (Hedgesville Blues) — округ Беркли
- Рота F (Winchester Riflemen) — округ Фредерик
- Рота G (Botts Greys) — округ Джефферсон
- Рота H (Letcher Riflemen) — округ Джефферсон
- Рота I (Clarke Rifles) — округ Кларк
- Рота K (Floyd Guards) — округ Джефферсон

## Боевой путь
1 июня полк был официально оформлен как 2-й Вирджинский и включен в 1-ю бригаду армии Шенандоа, которой командовал Томас Джексон. 8 июня полк был официально принят на службу в армию Конфедерации.
Когда федеральная армия начала Манасасскую кампанию, полк покинул Харперс-Фери (15 июня) и отступил к Банкер-Хилл. 2 июля он участвовал в сражении при Хукс-Ран (хотя не вводился в бой), после которого отступил в Винчестер. Когда было решено перебросить бригаду Джексона к Манассасу, полк покинул Винчестер (18 июля), 19 июля погрузился в поезд на станции Пьедмонт и в конце дня прибыл на позиции армии под Манассасом.
21 июля полк сражался в первом сражении при Булл-Ран, участвуя в бою за холм Генри. В боевой линии Джексона на холме Генри он стоял вторым слева, левее 33-го Вирджинского. Когда 33-й Вирджинский атаковал орудия Гриффина и затем был отброшен, северяне (14-й Бруклинский) атаковали линию Дженсона и опрокинули 33-й и 2-й вирджинские полки. В последующей контратаке полк уже не участвовал как  организованное подразделение.
После сражения стоял под Сентервиллом. 14 сентября подполковник Лакланд умер от пневмонии. Майор Боттс стал полковником, а адъютант Джексона, Френсис Джонс, стал майором.
7 ноября полк был переведен в долину Шенандоа, 13 ноября он прибыл в Вичестер и встал лагерем к северу от города в Кэмп-Стивенсон. 14 ноября командование бригадой принял Ричард Гарнетт.
16 — 21 декабря полк участвовал в диверсии против дамбы № 5 на реке Потомак.
В январе полк участвовал в экспедиции в Ромни. Он выступил из Винчестера 1 января в 05:00 и 4 января прибыл в Бат. С 14 по 19 января полк стоял в Ромни, затем был возвращён в Винчестер и выведен на зимние квартиры в Кэмп-Зеликопфер. 12 марта, когда генерал Бэнкс начал наступление в долине Шенандоа (Кампания в долине Шенандоа), полк отступил к Монт-Джексон.
23 марта полк участвовал в первом сражении при Кернстауне. К началу сражения в полку числилось 320 человек, из которых было потеряно 6 убитыми, 33 ранеными, и 50 пропавшими без вести. После сражения армия отступила к Ньютону. 1 апреля Джексон отстранил Гарнетта от командования бригадой и назначил вместо него Чарльза Уиндера.
21 — 23 апреля полк был реорганизован. Рядовые записались на 3 года службы и переизбрали офицеров. Полковник Аллен был переизбран в полковники.
8 мая полк находился на поле боя сражения при Макдауэлл, но Джексон держал его в резерве и не задействовал в сражении. После сражения полк вернулся в долину Шенандоа и 23 мая участвовал в сражении при Фронт Рояль, но опять не был активно задействован. 24 мая полк совершил переход к Винчестеру, а 25 мая участвовал в первом сражении при Винчестере. Он стоял в центре бригады во время первой атаки позиции федеральных войск, но был отбит артиллерийским огнём. Вторая атака была удачнее и обратила федеральную армию в бегство. Капитан Рэлей Колстон был ранен в этом бою.
После сражения полк участвовал в наступлении к Харперс-Ферри, а затем, из-за угрозы окружения, совершил трудный марш на юг; 30 мая он прошёл 35 миль (56 километров) без еды и отдыха. 9 июня полк участвовал в сражении при Порт-Репаблик.

### Кампания на полуострове
В июне 1862 года полк стал частью Северовирджинской армии и прошёл почти все сражения Семидневной битвы. 27 июня он участвовал в сражении при Гейнс-Милл. Он был брошен в бой вечером и сумел прорвать позиции федеральной армии, но темнота помешала продолжить бой. В этом бою полк потерял 27 человек. Полковник Джеймс Аллен был убит наповал в голову, когда вёл полк в атаку. Майор Френсис Джонс был ранен в ногу осколком и умер 9 июля. Капитан Релей Колстон так же получил тяжелое ранение ноги. Полк возглавил подполковник Боттс, которому присвоили звание полковника.
30 июня полк перешел реку Чикахомини и 1 июля участвовал в сражении при Малверн-Хилл. 2 июля он преследовал противника, отступающего в Харрисон-Лендинг, и на 3 июля была запланирована атака, но в виду сильного огня федерального флота её отменили. Несколько дней полк отдыхал в лагере, а 8 июля был отведен к Ричмонду в лагерь у Гленвуда на Механиксвиллской дороге.

### Северная Вирджиния и Мериленд
17 июля полк отправился в Северную Вирджинию и 22 — 29 июля стоял лагерем у Гордонсвилла. 8 августа полк перешёл Рапидан, а 9 августа участвовал в сражении у Кедровой горы, после которого отступил в лагерь в Гордонсвилле. 15 августа полковник Уильям Бейлор (5-й Вирджинский полк) принял командование бригадой вместо погибшего у Кедровой Горы Уиндера.
25 августа Джексон начал рейд на станцию Манассас; 27 августа полк прибыл в Манассас и занял позиции к северу от города, и в тот же день переместился к Гроветону. 28 августа он участвовал в бою с дивизией Руфуса Кинга (сражение при Браунерс-Фарм). Полк насчитывал 140 человек к началу боя, и потерял 15 человек убитыми и 43 ранеными. Полковник Боттс получил тяжелое ранение пулей в лицо. Командование принял капитан Наденбуш, но и он был ранен и командование принял капитан Релей Колстон.
29 и 30 августа полк, насчитывая всего 80 человек, участвовал во втором сражении при Булл-Ран. Полк расстрелял почти все патроны и к концу 30 августа отбивался штыками. 3 человека было убито и 11 ранено. Погиб бригадный генерал Бейлор, и командование принял полковник Григсби (27-й Вирджинский).
1 сентября, во время сражения при Шантильи, полк держали в резерве. В ходе Мерилендской кампании полк прошел от Лисберга до Фредерика, простоял во Фредерике 6 — 10 сентября, затем ушёл в Бунсборо и Мартинсберг, а 13 сентября был размещён в Мартинсберге в роли тыловой полиции, из-за чего не участвовал в сражении при Энтитеме. 16 сентября полковник Боттс умер в доме священника в Мидллберге.
Вскоре после смерти Лоусона Боттса, полк возглавил капитан Рэлэй Томас Колстон (выпускник Вирджинского Военного Института), который командовал полком до осени 1863 года, когда был ранен в сражении при Майн-Ран и вскоре умер от пневмонии.
Под Фредериксбергом было потеряно 2 убитыми и 19 ранеными, при Чанселорсвилле 8 убитыми и 58 ранеными. На момент капитуляции 9 апреля 1865 года в полку числилось 9 офицеров и 62 рядовых. Самым известным рядовым полка стал Джон Уэсли Калп, погибший под Геттисбергом, в бою за Калпс-Хилл, около своей собственной фермы.
Командирами полка были Джеймс Аллен, Лоусон Боттс и Джон Наденбуш; подполковниками: Релей Колстон, Френсис Лэеленд и Уильям Рандольф. Майорами полка были: Френсис Джонс, Эдвин Мур и Чарльз Стюарт.